# Tomás Behrend
Tomás Ugo Behrend (Porto Alegre, 12 de setembro de 1974) é um tenista alemão nascido no Brasil. Durante sua carreira, por ser neto de alemães, conseguiu profissionalizar-se na Alemanha, com 19 anos e, por este motivo, mesmo sendo gaúcho defendeu a Alemanha no circuito e na Copa Davis. Ainda assim, é o terceiro melhor gaúcho de simples, atrás de Thomaz Koch e Marcos Hocevar. O melhor ranking de simples foi de 74° do mundo, em 3 de outubro de 2005, e em duplas 43° do mundo, em 15 de outubro de 2007.

## Trajetória
Cresceu com a família no Vale do Sinos e, aos cinco anos de idade jogava tênis e também praticava outros esportes, na cidade de Novo Hamburgo. Considerando-se um brasileiro, mas com a ajuda de patrocínios alemães mudou-se e competiu pela Alemanha a partir de 1992, fixando-se em Alsdorf, na fronteira com os Países Baixos.
Tomás Behrend quase disputou a Copa Davis pelo Brasil mas, por problemas políticos e de preferências duvidosas de treinadores do Brasil, isso acabou não acontecendo. Destro, jogou de 1994 até 2007, em 13 anos de carreira.
Começou no profissional atuando na Alemanha e conquistando pontos em Portugal. Sua partida na Copa Davis representando a Alemanha aconteceu em 2003, quando perdeu para Max Mirnyi, da Bielorrússia. Ainda jogou uma partida pela Copa das Nações pela Alemanha, jogou 15 Grand Slams, e ao máximo chegou na segunda rodada, no Aberto da Austrália 2000 e em Roland-Garros em 2005.
Venceu vários grandes nomes do tênis  como Carlos Moya e Juan Carlos Ferrero (duas vez cada um), além de James Blake, Marc Rosset, Arnaud Clement, Nikolay Davydenko e Fernando Meligeni.
Em 2007 o gaúcho-alemão resolve retirar-se dos torneios profissionais jogando o último torneio em Aachen, na Alemanha.
Tomás montou um projeto para jovens tenistas na Alemanha, a Tomás Behrend Tennis Academy, e busca montar projetos para alavancar o esporte.
Uma vez perguntado sobre a qual nação pertencia, ele disse: "Sou brasileiro com um passaporte alemão".

## ITF Títulos

### Simples
| Legenda                |
| Grand Slam (0)         |
| ATP Masters Series (0) |
| ATP Tour (0)           |
| Challengers (7)        |
| Futures (1)            |

| N. | Data | Torneio      | Piso   | Oponente          | Placar           |
| 1. | 1998 | Alemanha F13 | Saibro | Mehdi Tahiri      | 6–3, 7–6         |
| 2. | 1998 | Budva        | Saibro | Fredrik Jonsson   | 3–6, 6–3, 6–2    |
| 3. | 2002 | Sofia        | Saibro | Werner Eschauer   | 6–0, 6–3         |
| 4. | 2003 | San Remo     | Saibro | Werner Eschauer   | 6–4, 6–2         |
| 5. | 2003 | Weiden       | Saibro | Björn Phau        | 2–6, 6–4, 6–1    |
| 6. | 2004 | Kish Island  | Saibro | Mathieu Montcourt | 7–6(3), 6–1      |
| 7. | 2005 | Santiago     | Saibro | Adrián García     | 7–6(3), 4–6, 6–2 |
| 8. | 2005 | Olbia        | Saibro | Alessio di Mauro  | 6–4, 7–6(3)      |

### Duplas
Campeão
- 2007 Challenger de Zagreb, Croácia com André Ghem
- 2007 Challenger de Dresden, Alemanha com Christopher Kas
- 2007 Challenger de Szczecin, Polónia com Christopher Kas
- 2007 Challenger de Braunschweig, Alemanha com Christopher Kas
- 2007 Challenger de Nápoles, Itália com Christopher Kas

Obs: ganhou ainda mais 14 títulos
Vice-campeão
- 2004 ATP de Costa do Sauipe, no Brasil, com Leos Friedl, perderam para Mariusz Fyrstenberg/Marcin Matkowski por 2-6 2-6.
- 2007 ATP de Kitzbuhel, na Áustria, com Christopher Kas
- 2007 ATP de Viena, na Áustria, com Christopher Kas